# Villa Vaini Giraud Ruspoli
La Villa Vaini Giraud Ruspoli, également connue sous le nom de Villa Vaini al Gianicolo, est une villa située à Rome sur la Via di Porta San Pancrazio, dans le rione Trastevere, près de la fontaine dell'Acqua Paola . 

## Histoire
Ce palais, construit par l'architecte Romano Carapecchia, élève de Carlo Fontana, pour les Vaini, originaires d'Imola et transférés plus tard à Ferrare, avait à l'origine un corps central convexe central et deux ailes latérales en retrait de la hauteur du revêtement rustiqué qui orne ses coins. En 1765, l'édifice passe à la famille des banquiers français Giraud, inscrite parmi les nobles familles romaines en 1820. A cette époque, le palais, qui n'avait qu'un seul rez-de-chaussée et un étage noble, a été agrandi avec la construction d'un autre étage, d'un grenier et d'une balustrade avec des statues au-dessus de la façade. Ensuite, le palais passa aux Ruspoli qui, en 1925, construisirent un deuxième étage alignant les ailes sur le corps central. L'intérieur était richement meublé de meubles précieux du XVIIe siècle; une peinture représentant "Rome par Innocent XI " a été placée dans la salle dorée; à l'étage noble se trouve une tapisserie basée sur une œuvre de Goya et, dans le hall en face de la bibliothèque, une autre basée sur Jules Romain. Le palais est entouré d'un grand jardin en terrasses, d'où on a une vue spectaculaire sur la ville de Rome, et abrite actuellement la résidence officielle de l'ambassadeur d'Espagne en Italie . L'ambassade elle-même est située dans le Palais Borghèse et le Palazzo di Spagna historique, sur la Piazza di Spagna, abrite désormais l'ambassade du Saint-Siège , . 

## Liens
1. ↑  (it) « Villa Vaini al Gianicolo », inforoma
2. ↑  (it) « Via Garibaldi », roma segreta
3. ↑  « Veduta della Renella », rome art lover
4. ↑  « Villa Ruspoli Giraud », rome tour